# Турка Вторая
Турка Вторая — село в Хомутовском районе Курской области России.

## География
Село расположено на высоте 182 м над уровнем моря, у административной границы с Рыльским районом, в селе 10 дворов. Неподалёку, к северу, расположено ещё одно село — Турка Первая, родина и место захоронения писателя Пимена Карпова.
В селе есть пруд на реке Амонька.

## Население
| 2002 | 2010 |
| ---- | ---- |
| 8    | ↘0   |